# Општина Виљафлорес (Чијапас)
Виљафлорес (шп. Villaflores) општина је у Мексику у савезној држави Чијапас. Општина се налази на надморској висини од 560 м.

## Становништво
Према подацима из 2010. у општини је живело 98618 становника.

### Хронологија
| Година       | 2000                  | 2005                  | 2010                  |
| ------------ | --------------------- | --------------------- | --------------------- |
| Становништво | 85957 (42923 / 43034) | 93023 (45779 / 47244) | 98618 (48595 / 50023) |

### Попис
| \| \| м \| \| \| ж \| \| 0—2 \| 2.983 \| \| \| 2.779 \| \| 3—5 \| 3.005 \| \| \| 3.061 \| \| 6—11 \| 6.131 \| \| \| 5.983 \| \| 12—14 \| 3.307 \| \| \| 3.145 \| \| 15—17 \| 3.354 \| \| \| 3.278 \| \| 18—24 \| 6.269 \| \| \| 6.625 \| \| 60+ \| 4.219 \| \| \| 4.325 \| \| Просек : \| 28,0 \| \| \| 28,6 \| |       |  |  |       |
| |       |  |  |       |
| | м     |  |  | ж     |
| 0—2 | 2.983 |  |  | 2.779 |
| 3—5 | 3.005 |  |  | 3.061 |
| 6—11 | 6.131 |  |  | 5.983 |
| 12—14 | 3.307 |  |  | 3.145 |
| 15—17 | 3.354 |  |  | 3.278 |
| 18—24 | 6.269 |  |  | 6.625 |
| 60+ | 4.219 |  |  | 4.325 |
| Просек : | 28,0  |  |  | 28,6  |

| #   | Индикатор                                                                                        | Вредност |
| --- | ------------------------------------------------------------------------------------------------ | -------- |
| 1   | Становништво од 0 до 2 године                                                                    | 5762     |
| 2   | Мушко становништво од 0 до 2 године                                                              | 2983     |
| 3   | Женско становништво од 0 до 2 године                                                             | 2779     |
| 4   | Становништво са 3 и више година                                                                  | 92693    |
| 5   | Мушко становништво са 3 и више година                                                            | 45533    |
| 6   | Женско становништво са 3 и више година                                                           | 47160    |
| 7   | Становништво са 5 и више година                                                                  | 88621    |
| 8   | Мушко становништво са 5 и више година                                                            | 43523    |
| 9   | Женско становништво са 5 и више година                                                           | 45098    |
| 10  | Становништво са 12 и више година                                                                 | 74513    |
| 11  | Мушко становништво са 12 и више година                                                           | 36397    |
| 12  | Женско становништво са 12 и више година                                                          | 38116    |
| 13  | Становништво са 15 и више година                                                                 | 68061    |
| 14  | Мушко становништво са 15 и више година                                                           | 33090    |
| 15  | Женско становништво са 15 и више година                                                          | 34971    |
| 16  | Становништво са 18 и више година                                                                 | 61429    |
| 17  | Мушко становништво са 18 и више година                                                           | 29736    |
| 18  | Женско становништво са 18 и више година                                                          | 31693    |
| 19  | Становништво од 3 до 5 година                                                                    | 6066     |
| 20  | Мушко становништво од 3 до 5 година                                                              | 3005     |
| 21  | Женско становништво од 3 до 5 година                                                             | 3061     |
| 22  | Становништво од 6 до 11 година                                                                   | 12114    |
| 23  | Мушко становништво од 6 до 11 година                                                             | 6131     |
| 24  | Женско становништво од 6 до 11 година                                                            | 5983     |
| 25  | Становништво од 8 до 14 година                                                                   | 14578    |
| 26  | Мушко становништво од 8 до 14 година                                                             | 7434     |
| 27  | Женско становништво од 8 до 14 година                                                            | 7144     |
| 28  | Становништво од 12 до 14 година                                                                  | 6452     |
| 29  | Мушко становништво од 12 до 14 година                                                            | 3307     |
| 30  | Женско становништво од 12 до 14 година                                                           | 3145     |
| 31  | Становништво од 15 до 17 година                                                                  | 6632     |
| 32  | Мушко становништво од 15 до 17 година                                                            | 3354     |
| 33  | Женско становништво од 15 до 17 година                                                           | 3278     |
| 34  | Становништво од 18 до 24 године                                                                  | 12894    |
| 35  | Мушко становништво од 18 до 24 године                                                            | 6269     |
| 36  | Женско становништво од 18 до 24 године                                                           | 6625     |
| 37  | Женско становништво од 15 до 49 година                                                           | 26994    |
| 38  | Становништво са 60 и више година                                                                 | 8544     |
| 39  | Мушко становништво са 60 и више година                                                           | 4219     |
| 40  | Женско становништво са 60 и више година                                                          | 4325     |
| 41  | Однос између мушкараца и жена                                                                    | 97.15    |
| 42  | Становништво од нуле до 14 година                                                                | 30394    |
| 43  | Становништво од 15 до 64 године                                                                  | 62150    |
| 44  | Становништво од 65 година и више                                                                 | 5911     |
| 45  | Просечан број деце                                                                               | 2.51     |
| 46  | Становништво рођено у ентитету                                                                   | 97024    |
| 47  | Мушко становништво рођено у ентитету                                                             | 47810    |
| 48  | Женско становништво рођено у ентитету                                                            | 49214    |
| 49  | Становништво рођено у другом ентитету                                                            | 1148     |
| 50  | Мушко становништво рођено у другом ентитету                                                      | 570      |
| 51  | Женско становништво рођено у другом ентитету                                                     | 578      |
| 52  | Становништво од 5 година и више резидентно у ентитету у јуну 2005. године                        | 87397    |
| 53  | Мушко становништво старосног доба од 5 година и више, резидентно у ентитету у јуну 2005. године  | 42826    |
| 54  | Женско становништво старосног доба од 5 и више година, резидентно у ентитету у јуну 2005. године | 44571    |
| 55  | Становништво од 5 година и више које је живело у другом ентитету у јуну 2005. године             | 478      |
| 56  | Мушко становништво старије од 5 година које је живело у другом ентитету у јуну 2005. године      | 264      |
| 57  | Женско становништво старије од 5 година које је живело у другом ентитету у јуну 2005. године     | 214      |
| 58  | Становништво од 3 године и више које говори аутохтони језик                                      | 2160     |
| 59  | Мушко становништво старо 3 године и више које говори аутохтони језик                             | 1174     |
| 60  | Женско становништво старо 3 године и више које говори аутохтони језик                            | 986      |
| 61  | Становништво од 3 године и више које говори аутохтони језик и не говори шпански језик            | 202      |
| 62  | Мушко становништво старо 3 године и више које говори аутохтони језик и не говори шпански         | 89       |
| 63  | Женско становништво старо 3 године и више које говори аутохтони језик и не говори шпански језик  | 113      |
| 64  | Становништво старо 3 године и више које говори аутохтони језик и шпански                         | 1753     |
| 65  | Мушко становништво старо 3 године и више које говори аутохтони језик и шпански                   | 979      |
| 66  | Женско становништво старо 3 године и више које говори аутохтони језик и шпански                  | 774      |
| 67  | Становништво од 5 година и више које говори аутохтони језик                                      | 2042     |
| 68  | Становништво од 5 година и више које говори аутохтони језик и не говори шпански језик            | 158      |
| 69  | Становништво од 5 година и више које говори аутохтони језик и говори шпански језик               | 1691     |
| 70  | Становништво у домородачким домаћинствима                                                        | 3072     |
| 71  | Становништво са ограничењима у активностима                                                      | 3063     |
| 72  | Становништво са ограниченим ходањем или кретањем, горе или доле                                  | 1519     |
| 73  | Становници са ограничењима вида, чак и уз кориштење сочива                                       | 860      |
| 74  | Становништво са ограничењима говора, комуникације или конверзације                               | 317      |
| 75  | Становништво са ограниченим слухом                                                               | 268      |
| 76  | Становништво са ограничењима при одевању, купању или јелу                                        | 124      |
| 77  | Становништво са ограничењима у опажању или учењу једноставних ствари                             | 106      |
| 78  | Становништво са менталним ограничењима                                                           | 360      |
| 79  | Становништво без ограничења активности                                                           | 94635    |
| 80  | Становништво од 3 до 5 година које не похађа школу                                               | 2591     |
| 81  | Мушко становништво од 3 до 5 година које не похађа школу                                         | 1277     |
| 82  | Женско становништво од 3 до 5 година које не похађа школу                                        | 1314     |
| 83  | Становништво од 6 до 11 година које не похађа школу                                              | 784      |
| 84  | Мушко становништво од 6 до 11 година које не похађа школу                                        | 397      |
| 85  | Женско становништво од 6 до 11 година које не похађа школу                                       | 387      |
| 86  | Становништво од 12 до 14 година које не похађа школу                                             | 892      |
| 87  | Мушко становништво од 12 до 14 година које не похађа школу                                       | 443      |
| 88  | Женско становништво од 12 до 14 година које не похађа школу                                      | 449      |
| 89  | Становништво од 15 до 17 година похађа школу                                                     | 4201     |
| 90  | Мушко становништво од 15 до 17 година похађа школу                                               | 2157     |
| 91  | Женско становништво између 15 и 17 година живота у школи                                         | 2044     |
| 92  | Становништво од 18 до 24 године похађа школу                                                     | 2969     |
| 93  | Мушко становништво од 18 до 24 године похађа школу                                               | 1540     |
| 94  | Женско становништво од 18 до 24 године похађа школу                                              | 1429     |
| 95  | Становништво од 8 до 14 година које не може да чита и пише                                       | 1033     |
| 96  | Мушко становништво старосног доба од 8 до 14 година које не може да чита и пише                  | 563      |
| 97  | Женско становништво старосног доби од 8 до 14 година које не може да чита и пише                 | 470      |
| 98  | Становништво од 15 година и више које је неписмено                                               | 10454    |
| 99  | Мушко становништво од 15 година и више које је неписмено                                         | 4376     |
| 100 | Женско становништво од 15 година и више које је неписмено                                        | 6078     |
| 101 | Становништво старо 15 и више година без школовања                                                | 10421    |
| 102 | Мушко становништво старо 15 и више година без школовања                                          | 4550     |
| 103 | Женско становништво старо 15 и више година без школовања                                         | 5871     |
| 104 | Становништво старосног доба 15 и више година са непотпуним основним образовањем                  | 14640    |
| 105 | Мушко становништво старосног доба од 15 година и више са непотпуном основним образовањем         | 6913     |
| 106 | Женско становништво старосног доба 15 и више година са непотпуном основним образовањем           | 7727     |
| 107 | Становништво старо 15 и више година са комплетним основним образовањем                           | 10576    |
| 108 | Мушко становништво старо 15 година и више са комплетним основним образовањем                     | 4897     |
| 109 | Женско становништво старо 15 и више година са комплетним основним образовањем                    | 5679     |
| 110 | Становништво старосног доба 15 и више година са непотпуним средњим образовањем                   | 3491     |
| 111 | Мушко становништво старосног доба од 15 година и више са непотпуним средњим образовањем          | 1788     |
| 112 | Женско становништво старосног доба од 15 година и више са непотпуним средњим образовањем         | 1703     |
| 113 | Становништво старо 15 и више година са пуним секундарном образовањем                             | 11128    |
| 114 | Мушко становништво старосног доба од 15 година и више са пуним секундарном образовањем           | 5347     |
| 115 | Женско становништво старосног доба од 15 година и више са пуним секундарном образовањем          | 5781     |
| 116 | Становништво старије од 18 година са постосновним образовањем                                    | 15544    |
| 117 | Мушко становништво старије од 18 година са постосновним образовањем                              | 8487     |
| 118 | Женско становништво старије од 18 година са постосновним образовањем                             | 7057     |
| 119 | Просечна оцена школовања                                                                         | 6.82     |
| 120 | Просечан ниво образовања мушке популације                                                        | 7.16     |
| 121 | Просечан ниво образовања женског становништва                                                    | 6.49     |
| 122 | Економски активно становништво                                                                   | 37178    |
| 123 | Економски активна мушка популација                                                               | 28623    |
| 124 | Економски активна женска популација                                                              | 8555     |
| 125 | Становништво које није економски активно                                                         | 36930    |
| 126 | Мушко становништво које није економски активно                                                   | 7551     |
| 127 | Женско становништво које није економски активно                                                  | 29379    |
| 128 | Запослено становништво                                                                           | 36389    |
| 129 | Запослено мушко становништво                                                                     | 28019    |
| 130 | Запослено женско становништво                                                                    | 8370     |
| 131 | Незапослена популација                                                                           | 789      |
| 132 | Незапослена мушка популација                                                                     | 604      |
| 133 | Незапослена женска популација                                                                    | 185      |
| 134 | Становништво без права на здравствене услуге                                                     | 43558    |
| 135 | Становништво које има право на здравствене услуге                                                | 54684    |
| 136 | Становништво које има право на ИМСС                                                              | 11412    |
| 137 | Становништво које има право на социјално осигурање                                               | 4493     |
| 138 | Становништво које има право на државно социјално осигурање                                       | 1292     |
| 139 | Становништво које има право на опште осигурање или здравствено осигурање за нову генерацију      | 36311    |
| 140 | Становништво које је било једном или није било у браку током 12 година и више                    | 23988    |
| 141 | Венчано или уједињено становништво од 12 година и више                                           | 43473    |
| 142 | Становништво које је било у браку или уједињено 12 година и више                                 | 6907     |
| 143 | Становништво са католичком религијом                                                             | 62168    |
| 144 | Протестанти, еванђелисти и библијски следбеници различити од еванђелиста                         | 23002    |
| 145 | Становништво са другим религијама различитим од претходних                                       | 21       |
| 146 | Становништво без религије                                                                        | 12597    |
| 147 | Укупно пописаних домаћинства                                                                     | 24206    |
| 148 | Пописна домаћинства на челу са мушкарцима                                                        | 19314    |
| 149 | Пописна домаћинства на челу са женама                                                            | 4892     |
| 150 | Становништво у пописним домаћинствима                                                            | 98089    |
| 151 | Становништво у пописним домаћинствима на челу са мушкарцима                                      | 81312    |
| 152 | Становништво у пописним домаћинствима на челу са женама                                          | 16777    |
| 153 | Укупно домаћинстава                                                                              | 28357    |
| 154 | Укупно насељених домаћинстава                                                                    | 24259    |
| 155 | Укупно приватних кућа                                                                            | 28304    |
| 156 | Насељени приватни домови                                                                         | 24206    |
| 157 | Укупно насељених приватних кућа                                                                  | 24255    |
| 158 | Ненасељене приватне куће                                                                         | 2867     |
| 159 | Појединачна домаћинства за привремену употребу                                                   | 1231     |
| 160 | Становници у насељеним приватним кућама                                                          | 98089    |
| 161 | Насељеност станара у приватним становима                                                         | 4.05     |
| 162 | Просечно становника по соби у приватним насељеним домаћинствима                                  | 1.42     |
| 163 | Појединачна домаћинства са подовима од различитих материјала од земље                            | 21144    |
| 164 | Појединачна домаћинства у приземљу                                                               | 2968     |
| 165 | Појединачна домаћинства са једном спаваћом собом                                                 | 13528    |
| 166 | Појединачна домаћинства са две спаваће собе и више                                               | 10506    |
| 167 | Појединачна домаћинства са једним собом                                                          | 3946     |
| 168 | Појединачна домаћинства са две собе                                                              | 6793     |
| 169 | Појединачна домаћинства са 3 собе и више                                                         | 13258    |
| 170 | Појединачна домаћинства која имају електрично светло                                             | 23639    |
| 171 | Појединачна домаћинства која немају електрично светло                                            | 483      |
| 172 | Појединачна домаћинства која имају водоводну воду у стамбеном простору                           | 17952    |
| 173 | Појединачна домаћинства која немају водоводну воду у стамбеном простору                          | 6154     |
| 174 | Појединачна домаћинства која имају тоалет                                                        | 22878    |
| 175 | Појединачна домаћинства која имају канализацију                                                  | 22624    |
| 176 | Појединачна домаћинства која немају канализацију                                                 | 1399     |
| 177 | Појединачна домаћинства која имају електрично светло, довод воде из јавне мреже и канализацију   | 17076    |
| 178 | Појединачна домаћинства без икаквих услова                                                       | 975      |
| 179 | Појединачна домаћинства која имају радио                                                         | 17613    |
| 180 | Појединачна домаћинства која имају телевизор                                                     | 21569    |
| 181 | Појединачна домаћинства која имају фрижидер                                                      | 18017    |
| 182 | Појединачна домаћинства која имају машину за веш                                                 | 12359    |
| 183 | Појединачна домаћинства која имају аутомобил или комби                                           | 5113     |
| 184 | Појединачна домаћинства која имају рачунар                                                       | 2979     |
| 185 | Појединачна домаћинства која имају фиксну телефонску линију                                      | 4439     |
| 186 | Појединачна домаћинства која имају мобилни телефон                                               | 11326    |
| 187 | Појединачна домаћинства која имају приступ интернету                                             | 1413     |